# Марий Эгнаций
Ма́рий Эгна́ций или Марий Эгна́тий (лат. Marius Egnatius; умер в 89 году до н. э.) — италийский военный деятель.
Когда италики восстали против Рима (91 — 90 годы до н. э.), Марий Эгнаций стал одним из «общих предводителей с неограниченной властью над всем союзным войском», то есть одним из 12 преторов Италийского союза. Веллей Патеркул называет его в числе «наиболее знаменитых полководцев». Командовал Марий Эгнаций, по одним сведениям, этрусками, по другим — самнитами.
В начале войны Эгнаций взял «благодаря измене» город Венафр в Кампании и уничтожил стоявшие там две римские когорты. Затем он неожиданно напал на 45-тысячную армию Секста Юлия Цезаря, когда она шла по ущелью, и уничтожил большую её часть.
В 89 году до н. э. Эгнаций воевал в Апулии. Там его противником стал Гай Косконий. Эгнаций заставил римлян отступить от Канузия; когда преградой между двумя армиями стала река Ауфид, Эгнаций предложил Косконию, чтобы кто-нибудь отступил и дал другому переправиться. Косконий отступил, но потом напал на италиков во время переправы и разгромил их; погибли 15 тысяч человек. Эгнаций бежал в Канузий. Согласно Ливию, он погиб в результате этого разгрома.